# (125) Liberatrix
(125) Liberatrix – planetoida z pasa głównego asteroid.

## Odkrycie
Została odkryta 11 września 1872 roku w Obserwatorium paryskim przez Prospera Henry’ego. Nazwa planetoidy nawiązuje do wyzwolenia (fr. libération) Francji w wyniku upadku II Cesarstwa Francuskiego w 1870 roku.

## Orbita
Okrąża Słońce w ciągu 4 lat i 197 dni w średniej odległości 2,74 j.a. Od tej planetoidy wzięła nazwę rodzina planetoidy Liberatrix.